# کارل الکساندر
کارل الکساندر (انگلیسی: Karl Alexander) یک رمان‌نویس اهل ایالات متحده آمریکا است.